# 75 mm Reșița Model 1943
Il 75 mm Reșița Model 1943 era un cannone anticarro prodotto dal Regno di Romania durante la seconda guerra mondiale. Combinava le migliori caratteristiche tecniche del cannone da campagna/anticarro sovietico ZiS-3, del tedesco PaK 40 e del romeno Vickers/Reșița Model 1931 antiaereo da 75 mm, dimostrandosi un riuscito ed efficace pezzo d'artiglieria. Fu impiegato sia contro l'Armata Rossa durante l'offensiva Iași-Chișinău, sia contro i tedeschi nell'assedio di Budapest e nelle susseguenti operazioni di liberazione di Austria e Cecoslovacchia.

## Storia

### Sviluppo
Nel 1942 gli organi tecnici delle forze armate romene iniziarono lo sviluppo di un pezzo a doppio impiego (campale e anticarro) che avrebbe consentito al Romania di rimpiazzare una serie di obsoleti cannoni allora in servizio e di migliorare le capacità anticarro dell'Esercito romeno. Per velocizzare la progettazione il colonnello Valerian Nestorescu suggerì di combinare le componenti dei migliori pezzi da 75 mm allora in uso presso la Romania, la Germania o di preda bellica sovietica. Nestorescu fu così incaricato di studiare un prototipo da produrre presso la Uzinele și Domeniile Reșița di Reșița, che in seguito ne fornì tre combinando varie soluzioni; nel settembre 1943 questi furono comparati con uno ZiS-3, con una sua copia romena, con un PaK-40 e infine con uno Schneider-Putilov Model 1902/36 da 75 mm. Il terzo prototipo dimostrò la maggiore capacità di penetrazione e fu perciò adottato con la denominazione Tunul antitanc DT-UDR 26, cal. 75 mm, md. 1943, comunemente abbreviato in 75 mm Reşiţa Model 1943. Il 10 dicembre 1943 furono poi ordinati 1 100 esemplari alle aziende Uzinele Reșița, all'Astra di Brașov e alla Concordia di Ploiești.

### Impiego operativo

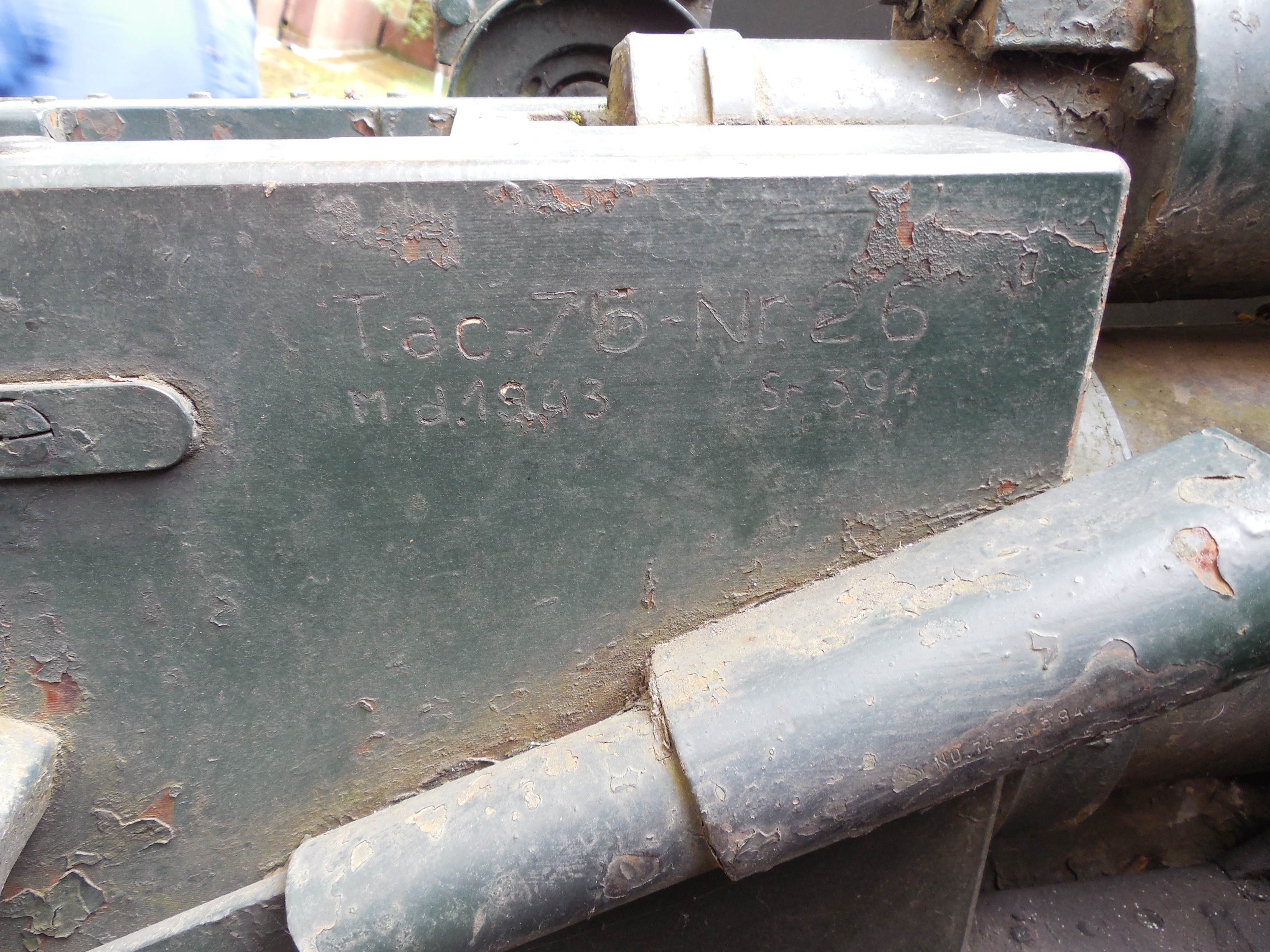
Punzonature sulla culatta del pezzo numero 394, esposto a Oradea

I primi 24 pezzi furono consegnati alla 1ª Divisione corazzata nella primavera 1944, seguiti da 36 pezzi a due reggimenti controcarri indipendenti, formati dai reggimenti di artiglieria della disciolta Divisione di Frontiera. Le altre divisioni di fanteria e di cavalleria iniziarono a ricevere i cannoni durante l'estate e, alla fine del 1944, risultavano in servizio 342 pezzi; tuttavia un esemplare esposto a Oradea riporta il numero di serie 394 e dimostrerebbe che la produzione fu di sicuro superiore a 340 unità. Nonostante le perdite sofferte durante l'offensiva Iași-Chișinău dell'agosto 1944, la maggior parte delle divisioni al fronte nel febbraio 1945, ora in combattimento contro la Wehrmacht a seguito dell'armistizio intercorso tra Bucarest e Mosca, allineava dai sei ai dodici Reșița Model 1943 ognuna.
Dopo la guerra il cannone fu relegato a ruoli secondari, prevalentemente addestrativi, in quanto camerati per una munizione occidentale e rimase in servizio fino al 1998, quando è stato dismesso.
Il cannone fu inoltre installato sugli ultimi prototipi di cacciacarri Mareșal.

## Tecnica

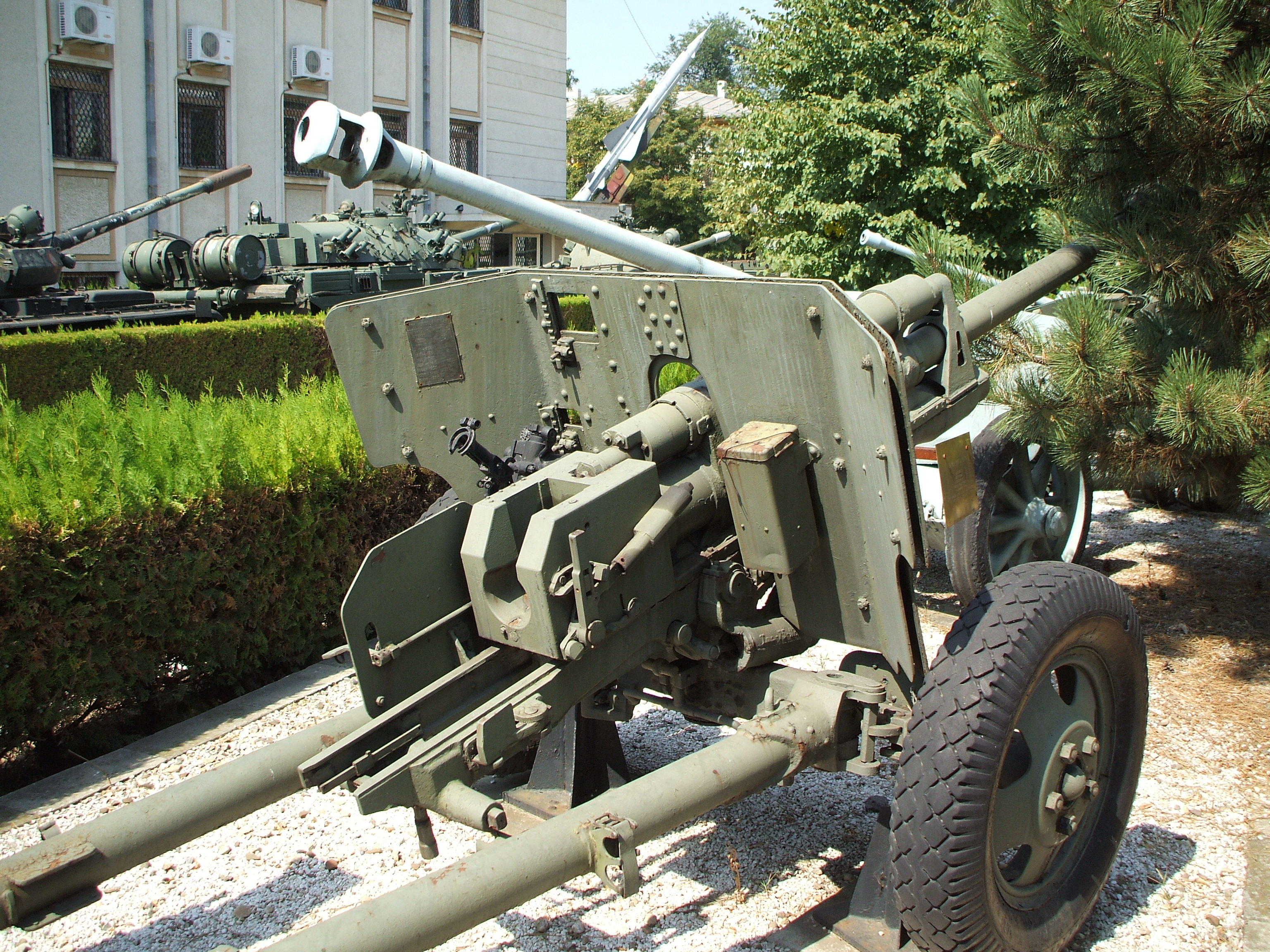
DT-UDR 26

Il pezzo combinava freno di bocca, sistema di rinculo, meccanismo di sparo e affusto a code divaricabili del ZiS-3; la canna, la rigatura e camera di scoppio provenivano invece dal cannone antiaereo Vickers Model 1931 (prodotto su licenza) e la camera del proietto dal PaK 40: la canna era lunga 3635 mm (L/48) e per 2501 mm era innervata dalla rigatura; l'alzo copriva un arco che andava da -7° a +35° e la gittata massima, ottenibile con la granata HE, arrivava a circa 12 000 metri. Il cannone era dotato di uno scudo, formato da due piastre spesse 6 mm unite da una giuntura spessa 20 mm, ed era composto da solo 680 componenti, a confronto delle 610 dello ZiS-3 e delle circa 1 200 del PaK 40, dei quali combinava le virtù ed eliminava gli svantaggi. Il Reşiţa Model 1943 pesava nel complesso 1 430 chili pronto al combattimento, era alto 1,55 metri ed era manovrato da sette serventi.
Il cannone romeno aveva una velocità alla volata più alta e una maggiore capacità di penetrazione del PaK 40 tedesco. Difatti adoperava un proietto perforante di 6,6 chili che raggiungeva i 1 030 m/s ed era capace di penetrare una piastra di acciaio da 100 mm, inclinata a 30° rispetto alla verticale, da 500 metri di distanza. Tuttavia l'alta velocità alla volata veniva ottenuta a costo di una vita utile della canna molto corta, solo 500 colpi, rispetto ai 6 000 del PaK 40. La munizione romena combinava caratteristiche di quelle del PaK 40 e del Vickers/Reșița Model 1936 antiaereo e ciò pone il problema di come fosse possibile raggiungere le prestazioni suddette: il PaK 40 sparava la munizione Panzergranate 40 con anima in tungsteno alla velocità iniziale di 990 m/s, proietto che però era molto più leggero della granata romena. Essa è infatti assimilabile alla Panzergranate 39 da 6,8 chili, che raggiungeva solo i 792 m/s. Sfortunatamente non sono state reperite specifiche dettagliate sulle prestazioni della munizione del Reșița, il che impedisce di sciogliere tali questioni.